# Eric Mik
Eric Mik (* 28. Februar 2000 in Berlin) ist ein deutscher Eishockeyspieler, der seit Juli 2018 bei den Eisbären Berlin aus der Deutschen Eishockey Liga (DEL) unter Vertrag steht und dort seit September 2020 auf der Position des Verteidigers spielt. Mit den Eisbären Berlin gewann Mik zwischen den Jahren 2021 und 2025 viermal die Deutsche Meisterschaft.

## Karriere

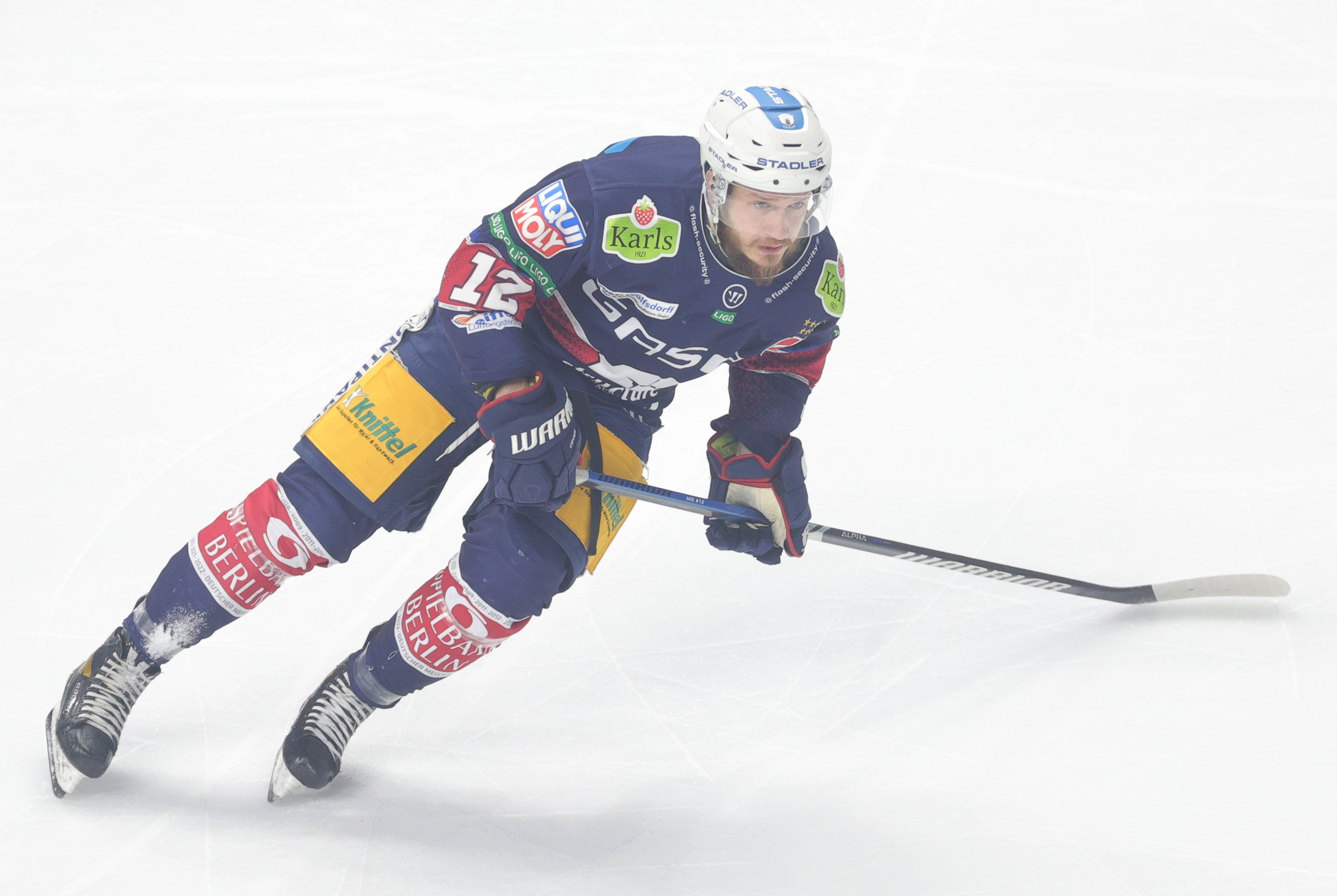
Mik im Trikot der Eisbären Berlin (2024)

Mik war in seiner Geburtsstadt zunächst bis zum Sommer 2014 in der Nachwuchsabteilung des ECC Preussen Berlin aktiv, wo er zuletzt mit der U16-Mannschaft in der Schüler-Bundesliga auflief. Zur Spielzeit 2014/15 wechselte der Verteidiger zu den Junioren der Eisbären Berlin. Dort spielte Mik zunächst ebenfalls für zwei weitere Jahre mit der U16 in der Schüler-Bundesliga, ehe er ab der Saison 2016/17 dem Kader der U19-Junioren angehörte. Mit diesen spielte das Talent in den folgenden drei Jahren in der Deutschen Nachwuchsliga (DNL) und erreichte dabei zweimal die Marke von 30 Scorerpunkten.
Nachdem der Abwehrspieler bereits im Spieljahr 2018/19 zu seinen ersten Profieinsätzen für die Eisbären in der Deutschen Eishockey Liga (DEL) sowie – ausgestattet mit einer Förderlizenz – für die Lausitzer Füchse in der DEL2 gekommen war, spielte er ab der Saison 2019/20 ausschließlich im Profibereich. Den Großteil dieser Spielzeit verbrachte Mik bei den Füchsen in der DEL2. Erst im Verlauf der Saison 2020/21 etablierte sich der Defensivspieler im DEL-Kader Berlins und gewann mit der Mannschaft am Saisonende die Deutsche Meisterschaft. Im folgenden Jahr wiederholte der Klub mit Mik, der mittlerweile zum Stammspieler gereift war, den Erfolg. Am Ende der Spieljahre 2023/24 und 2024/25 folgten der Gewinn des dritten und vierten Titels.

### International
Auf internationaler Ebene kam Mik bereits ab der Spielzeit 2016/17 für die Juniorennationalmannschaften des Deutschen Eishockey-Bundes zu Einsätzen. Für internationale Turniere wurde er erstmals bei der U18-Junioren-Weltmeisterschaft der Division IA 2018 berücksichtigt. Während die Mannschaft den zweiten Platz belegte und den Aufstieg in die Top-Division verpasste, war der Verteidiger der Spieler mit der besten Plus/Minus-Bilanz des Turniers. In der Folge bestritt er die U20-Junioren-Weltmeisterschaft 2020, die die deutschen U20-Junioren auf dem neunten Platz beendeten.
Für den Deutschland Cup 2022 wurde Mik von Bundestrainer Toni Söderholm erstmals in den Kader der A-Nationalmannschaft berufen. Danach wurde er auch von dessen Nachfolger Harold Kreis mehrfach nominiert und absolvierte mit der Weltmeisterschaft 2025 sein erstes großes Turnier.

## Erfolge und Auszeichnungen
- 2021 Deutscher Meister mit den Eisbären Berlin
- 2022 Deutscher Meister mit den Eisbären Berlin
- 2024 Deutscher Meister mit den Eisbären Berlin
- 2025 Deutscher Meister mit den Eisbären Berlin

### International
- 2018 Beste Plus/Minus-Bilanz bei der U18-Junioren-Weltmeisterschaft der Division IA

## Karrierestatistik

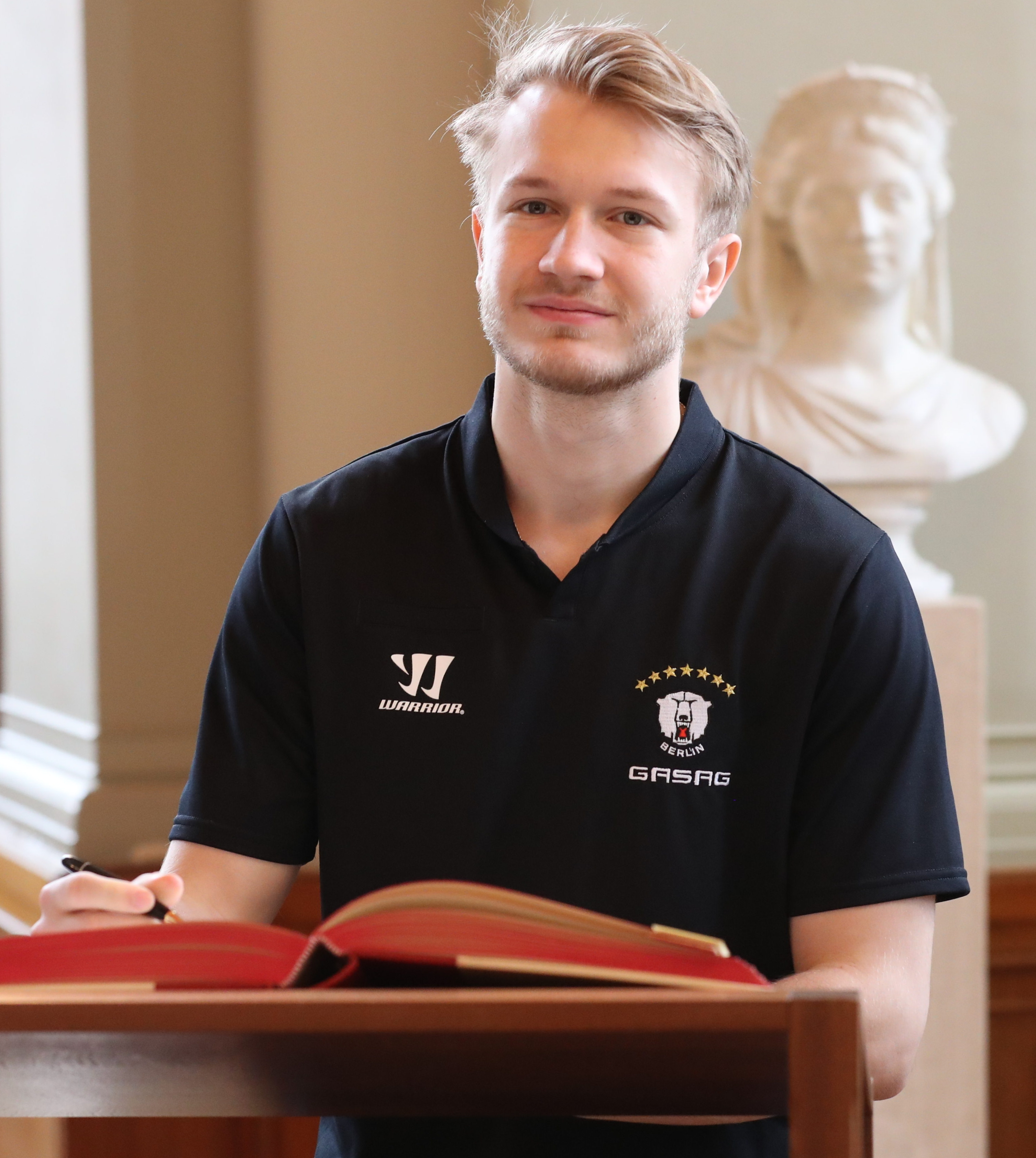
Mik beim Empfang im Roten Rathaus (2022)

Stand: Ende der Saison 2024/25

### International
Vertrat Deutschland bei:
- U18-Junioren-Weltmeisterschaft der Division IA 2018
- U20-Junioren-Weltmeisterschaft 2020
- Weltmeisterschaft 2025

(Legende zur Spielerstatistik: Sp oder GP = absolvierte Spiele; T oder G = erzielte Tore; V oder A = erzielte Assists; Pkt oder Pts = erzielte Scorerpunkte; SM oder PIM = erhaltene Strafminuten; +/− = Plus/Minus-Bilanz; PP = erzielte Überzahltore; SH = erzielte Unterzahltore; GW = erzielte Siegtore; 1 Play-downs/Relegation; Kursiv: Statistik nicht vollständig)